# Hala Rosnička
Hala Rosnička je víceúčelová sportovní hala v Brně. Nachází se ve čtvrti Žabovřesky v Horákově ulici, na severozápadním úpatí Wilsonova lesa, v těsné blízkosti sportovního areálu Pod lesem. Určena je především pro basketbal a volejbal, disponuje dřevěnou palubovkou o rozměrech 32×19 m a minimální výškou 7,5 m s basketbalovým hřištěm o rozměrech 28×15 m.
Sportovní hala stojí v místě plánované sokolovny žabovřeské sokolské jednoty, kterou chtěla postavit v sousedství svého venkovního areálu. Její stavba začala v roce 1948, ale zanedlouho byla kvůli nástupu komunistického režimu zastavena. Základní kámen nynější haly byl položen na začátku 70. let 20. století, dostavěna byla ale až v roce 1989. Roku 2000 přišla na řadu rekonstrukce haly. Úpravou prošla nejen hrací plocha a tribuny, která byla navýšena na kapacitu 1 300 diváků, ale i hráčské šatny a veškeré sociální zázemí, včetně nového tiskového střediska. V roce 2005 přišla na řadu druhá rekonstrukce haly, kdy bylo přes léto rozšířeno hlediště za druhým košem o dvě tribuny nad sebou. Kapacita haly se zvedla na 2 000 míst k sezení.

## Fotogalerie

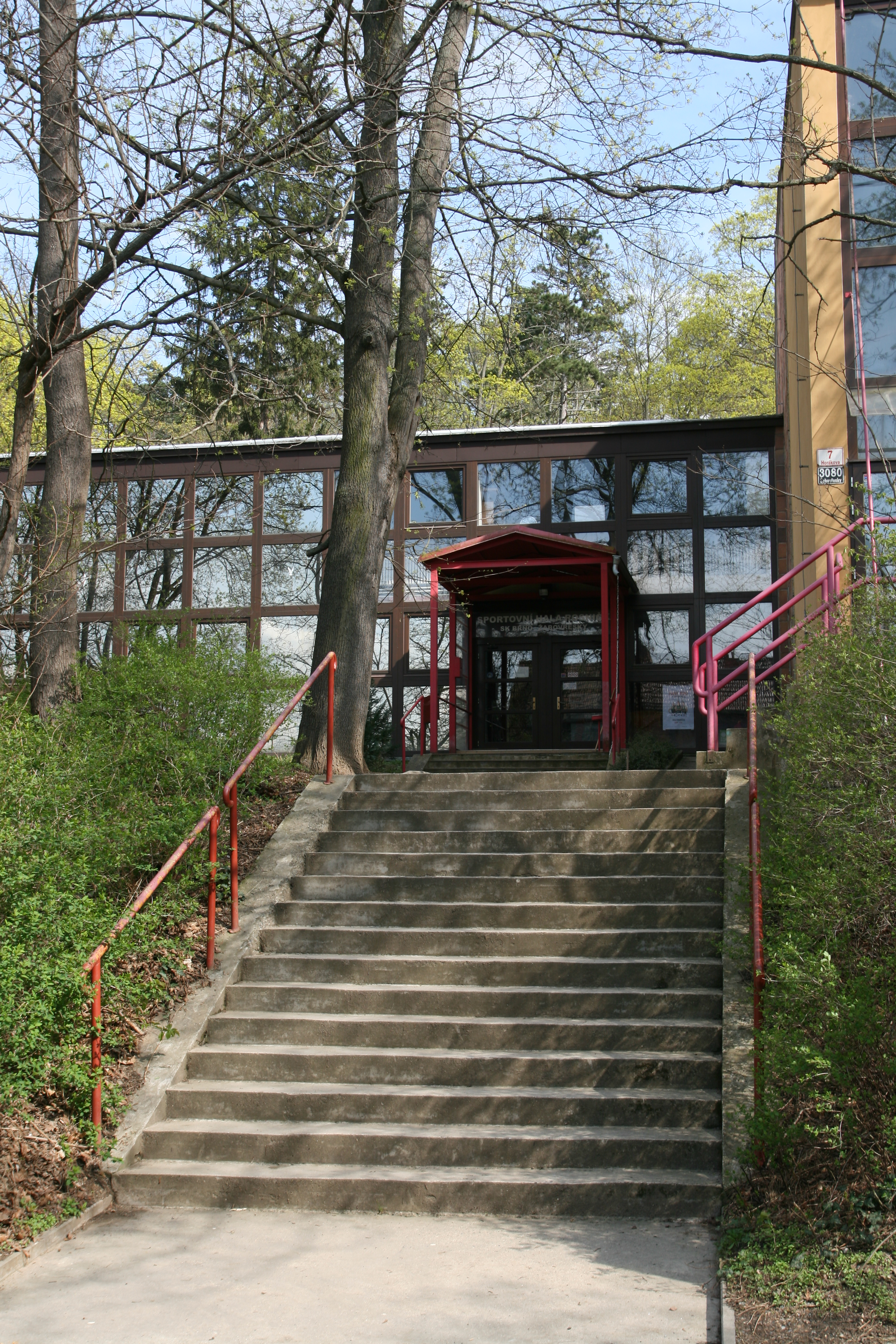
Hlavní vstup se schodištěm
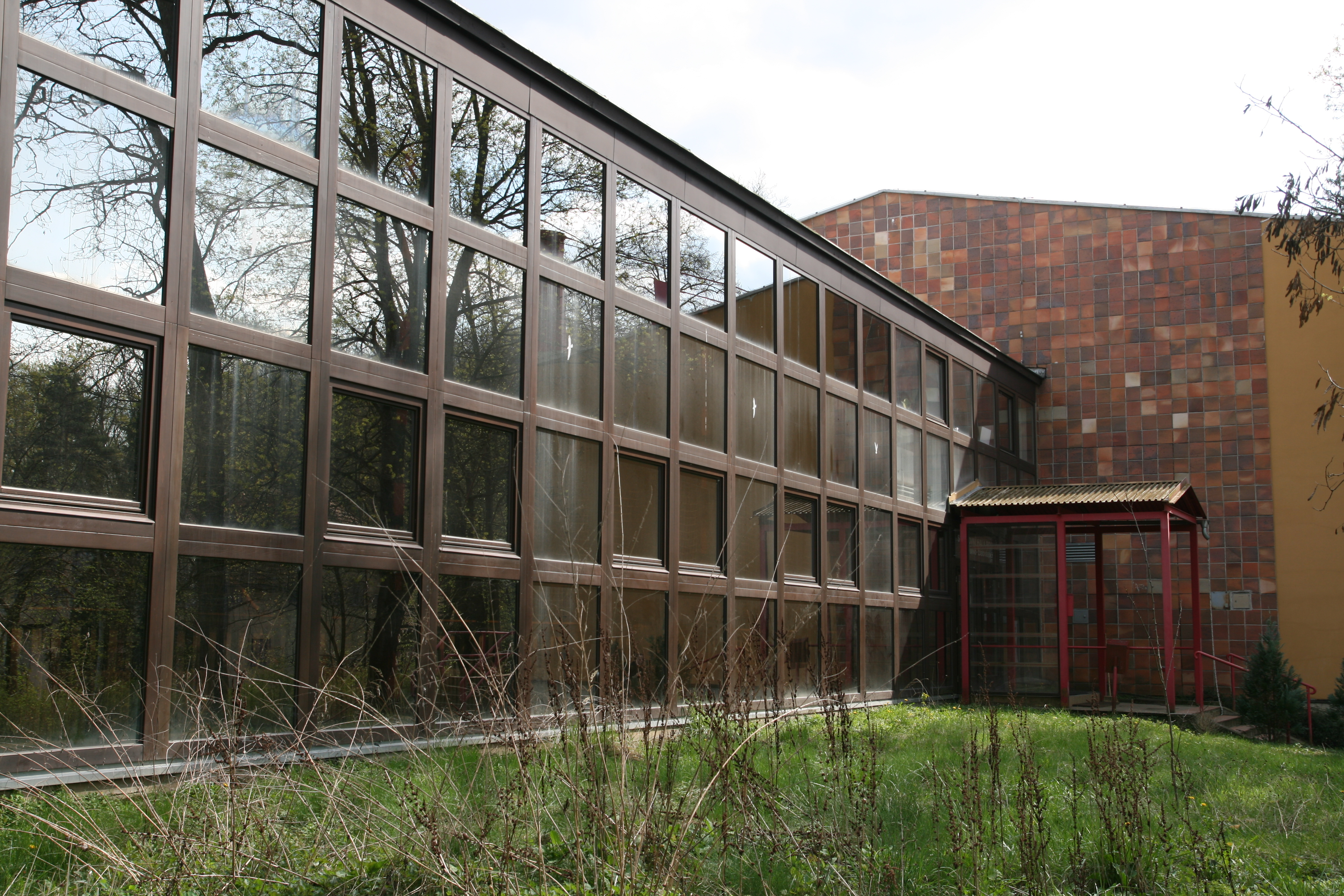
Západní část haly s hlavním vstupem
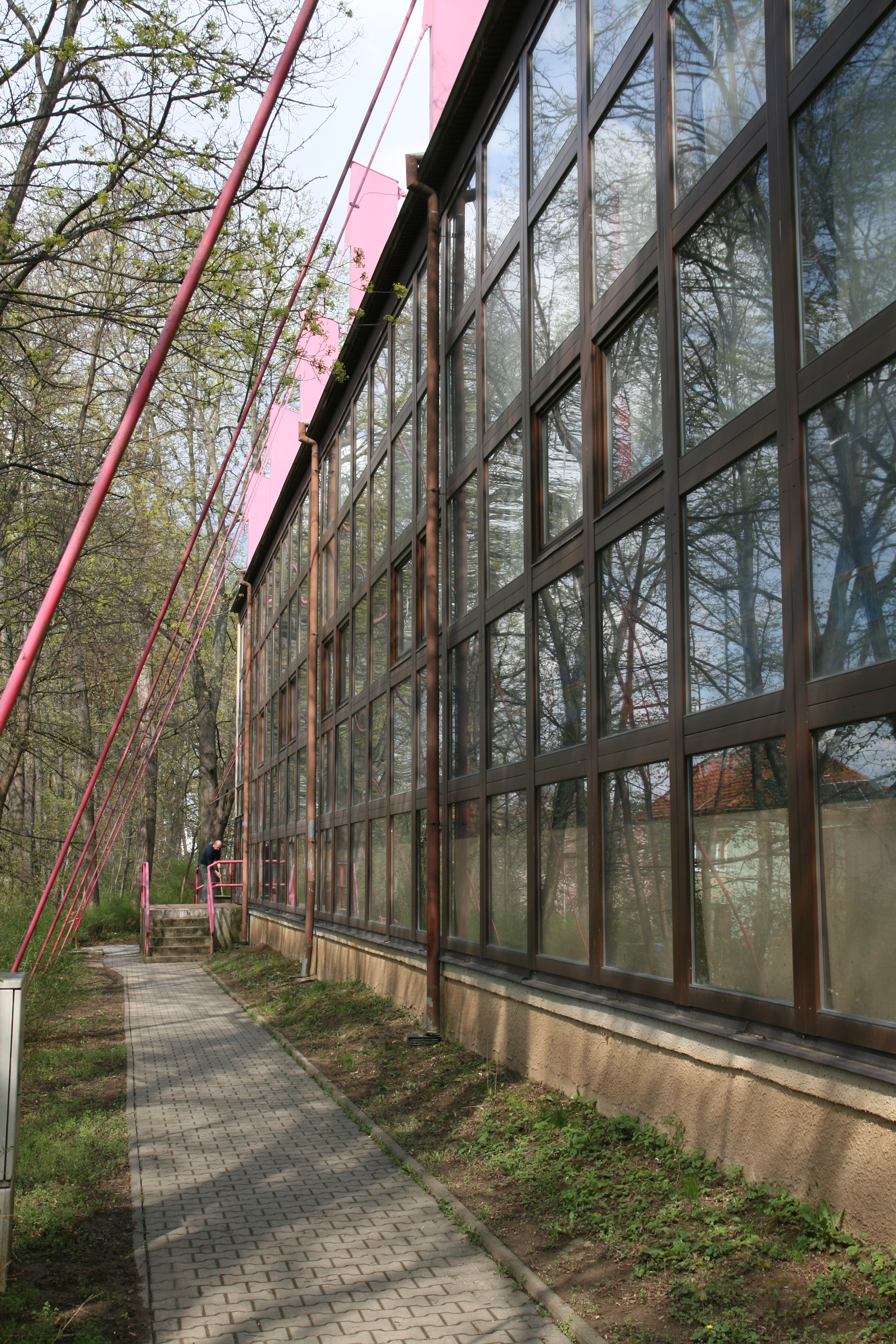
Východní část haly